# Manika Batra
Manika Batra (hindi मनिका बत्रा, * 15. Juni 1995 in Neu-Delhi) ist eine indische Tischtennisspielerin.

## Werdegang
Im Jahr 2011 trat Batra erstmals international in Erscheinung, damals gewann sie die Silbermedaille bei den Chile Open in der U21-Klasse. Weitere Auftritte folgten erst im Frühjahr 2014, weil sie von ihrem Verband kaum international eingesetzt wurde. So erreichte sie bei den Asian Games das Viertelfinale im Einzel und musste sich dort Ding Ning beugen, bei den Commonwealth Games folgte dieselbe Platzierung, diesmal scheiterte sie an Lie Jie. Am selben Turnier durfte sie auch 2015 teilnehmen und gewann drei Medaillen, nämlich Bronze im Einzel, Silber mit dem Team und im Doppel.
Dadurch verbesserte sie sich in der ITTF-Weltrangliste und wurde beste indische Tischtennisspielerin. 2016 folgte die Teilnahme an den Asian Games, wo die Inderin drei Goldmedaillen gewann, nämlich erneut im Team, Einzel und Doppel. Dadurch qualifizierte sie sich sportlich für die Teilnahme an den Olympischen Spielen 2016 in Rio de Janeiro. Sie konnte jedoch keinen großen Erfolg erreichen, da sie in der ersten Runde gegen Katarzyna Grzybowska verlor.
2018 durfte Batra wieder an den Commonwealth Games teilnehmen, wo sie mit der Mannschaft Gold gewann. Die indische Mannschaft schlug überraschend deutlich die an eins gesetzten Singapurerinnen. Sie selbst schlug Feng Tianwei und Zhu Yihan jeweils mit 3-1.
Zudem nahm sie mit der Mannschaft an der Weltmeisterschaft in Halmstad teil, wo sie jedoch in der Gruppenphase ausschieden.

## Spielweise
Batras Spielstil ist unorthodox. Sie spielt ein offensives, tischnahes Block- und Konterspiel mit einem Kombinationsschläger, der auf einer Seite mit einem griffigen Noppen-innen-Belag und auf der anderen Seite mit einem Langnoppenbelag ohne Schwamm (OX) versehen ist. Durch häufiges Drehen des  Schlägers (auch während des Ballwechsels) ist der jeweilige Spin des Balls vom Gegner nur schwer einzuschätzen. Sein Spielrhythmus wird dadurch gestört und er zu leichten Fehlern verleitet.